# Katedra Świętego Zbawiciela w Isfahanie
Katedra Świętego Zbawiciela (per. کلیسای آمنا پرگیچ, arm. Սուրբ Ամենափրկիչ վանք) – katedra należąca do Apostolskiego Kościoła Ormiańskiego zlokalizowana w Isfahanie. Popularnie nazywana wank (Վանք), co w języku ormiańskim oznacza monaster.

## Historia
Od 1501 roku, Iran przeszedł transformację z państwa większościowo sunnickiego na szyickie. Podczas wojny persko-tureckiej, ormiańskie duchowieństwo wystąpiło do szyickiej Persji o ochronę przed sunnickim imperium osmańskim, szach Abbas I Wielki przesiedlił 300 000 chrześcijańskich Ormian w głąb kraju, głównie do stolicy safawidzkiej Persji, Isfahanu. Ormiańscy uchodźcy rozpoczęli budowę katedry w 1606 roku, budowę ukończono w 1655 jednocześnie rozpoczynając gruntowną rozbudowę która trwała do 1664 roku. W 1702 dobudowano dzwonnicę, w 1884 otworzono bibliotekę, kończąc powiększanie kompleksu o muzeum otwarte w 1905 roku.

## Zabudowa
Budowle katedry powstały w różnym czasie. Najstarsze w XVII wieku, a najmłodsze w XX wieku.

### Dziedziniec

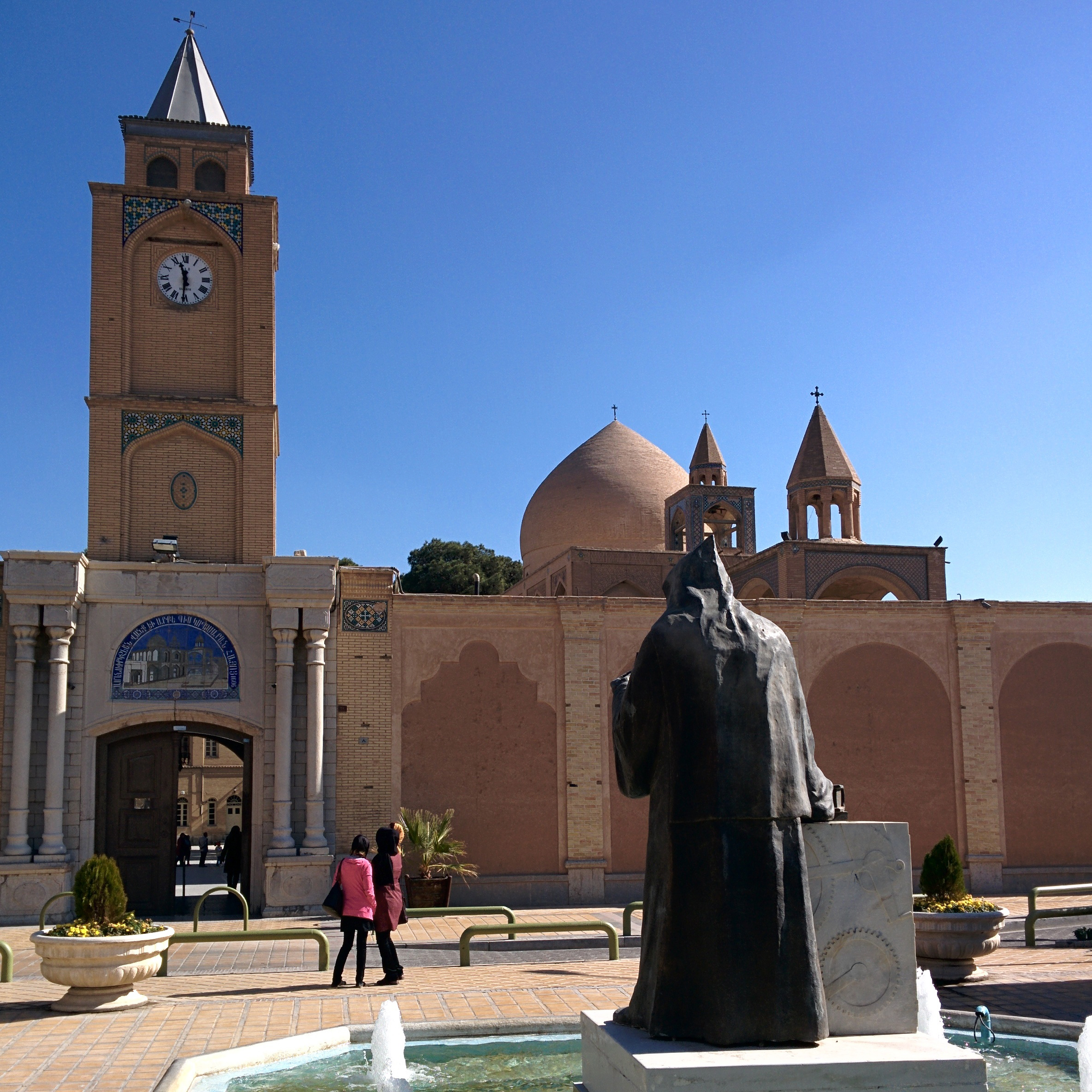
Wejście na teren kompleksu
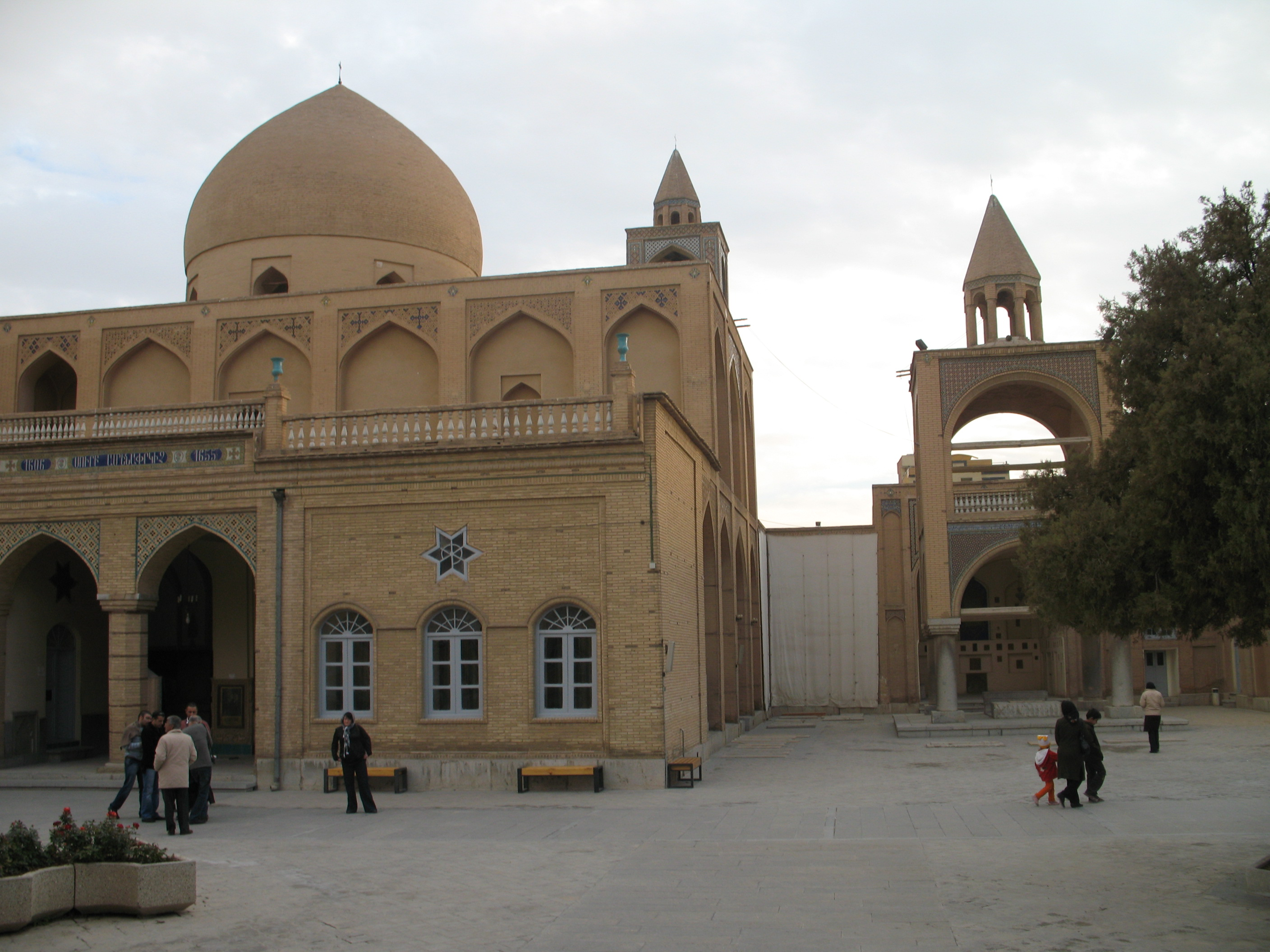
Katedra z dzwonnicą
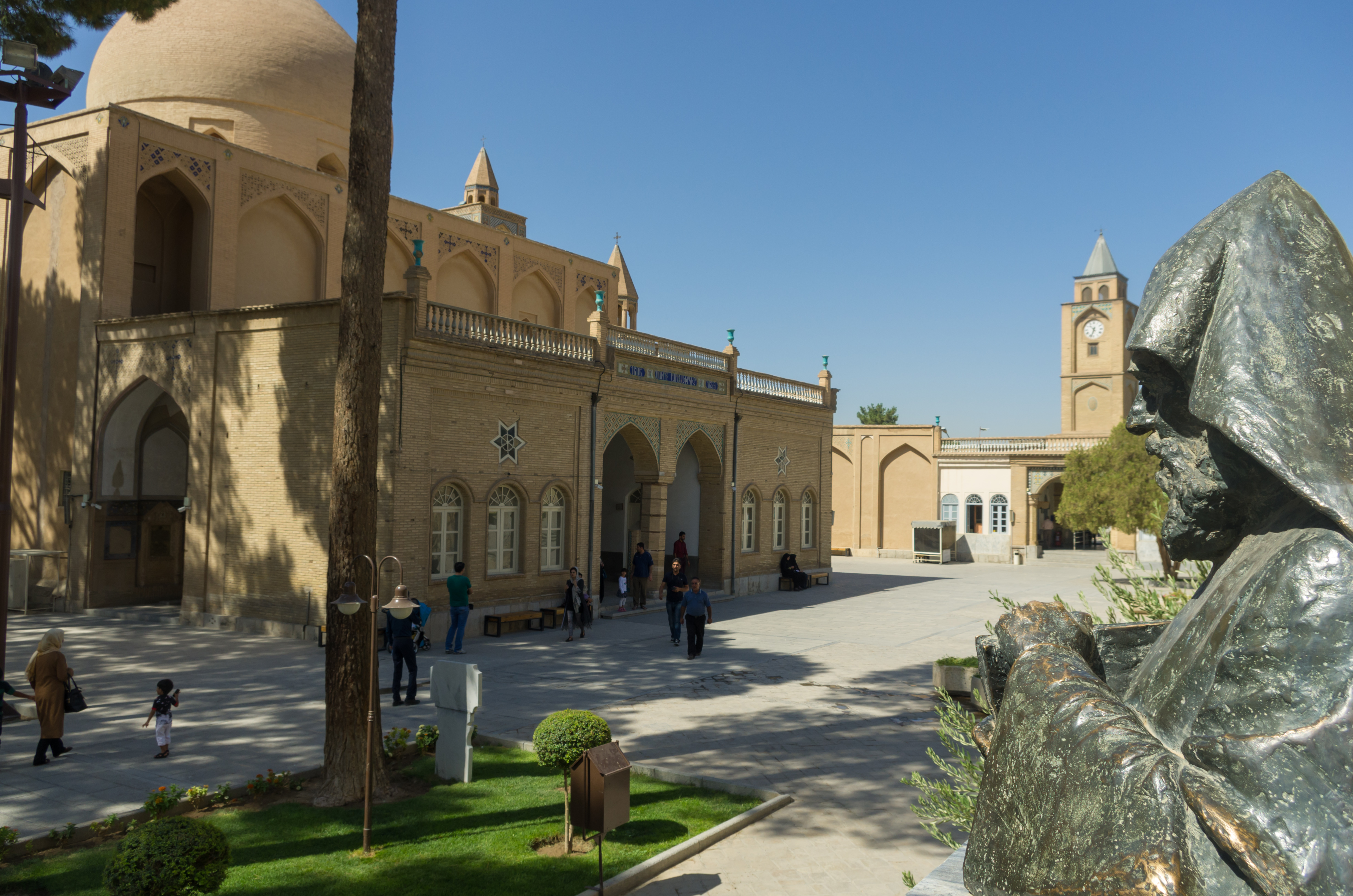
Katedra
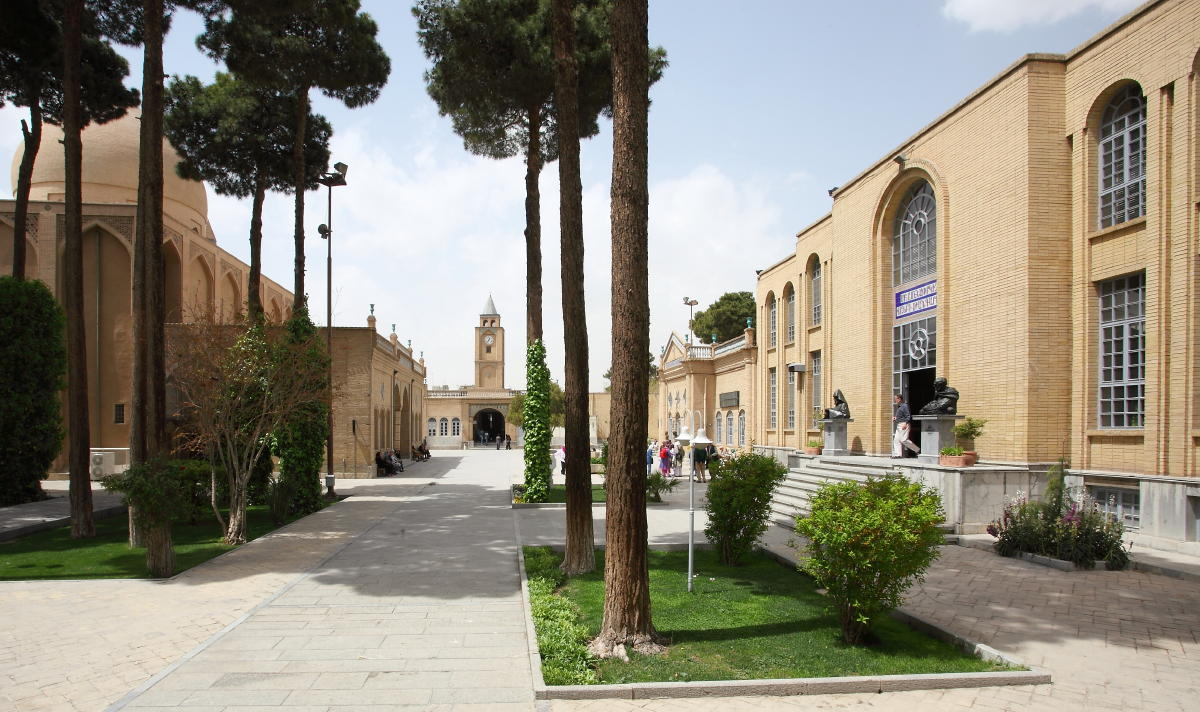
Katedra (po lewej) i muzeum (po prawej), biblioteka w tle
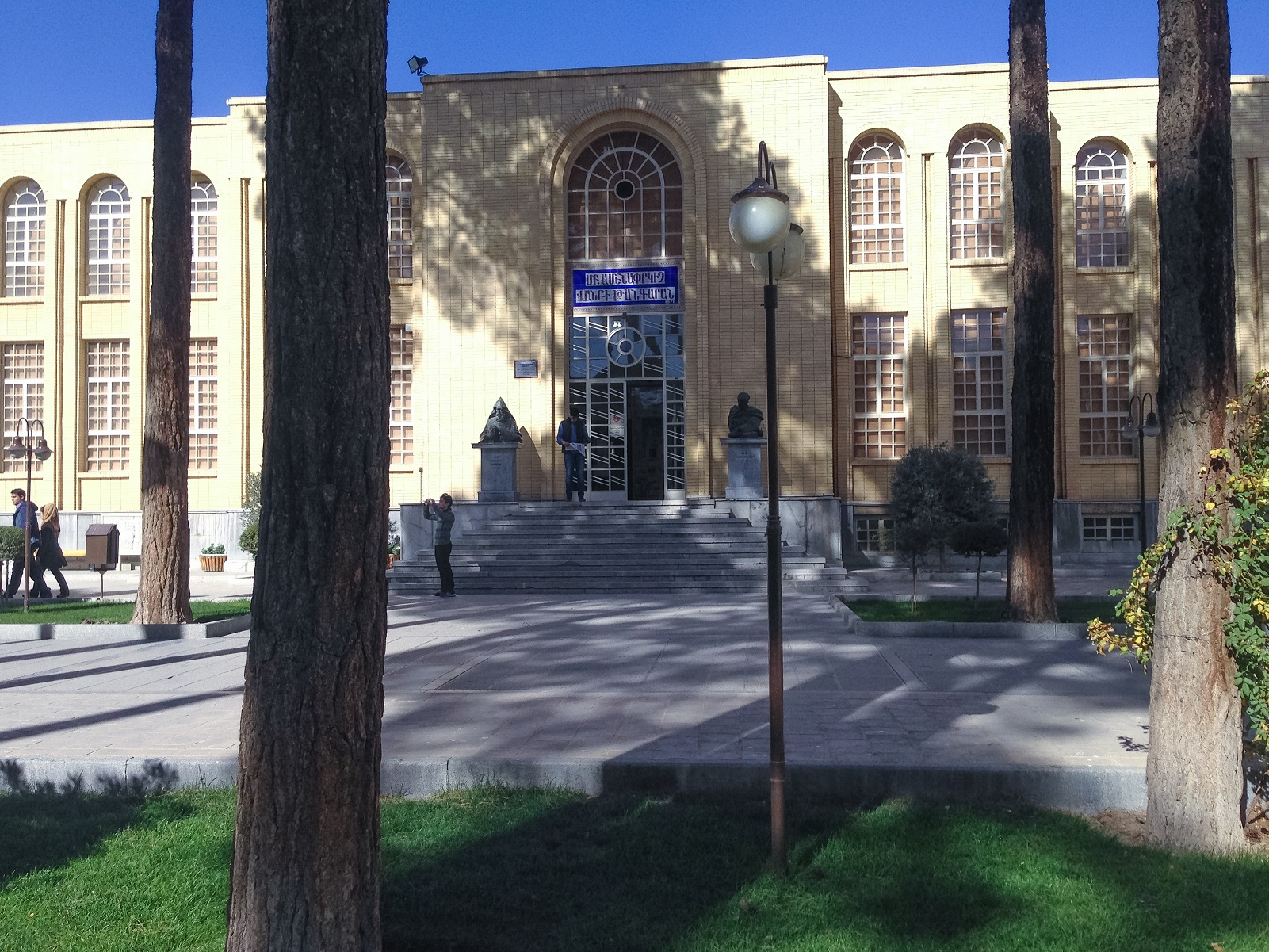
Muzeum

### Wnętrze

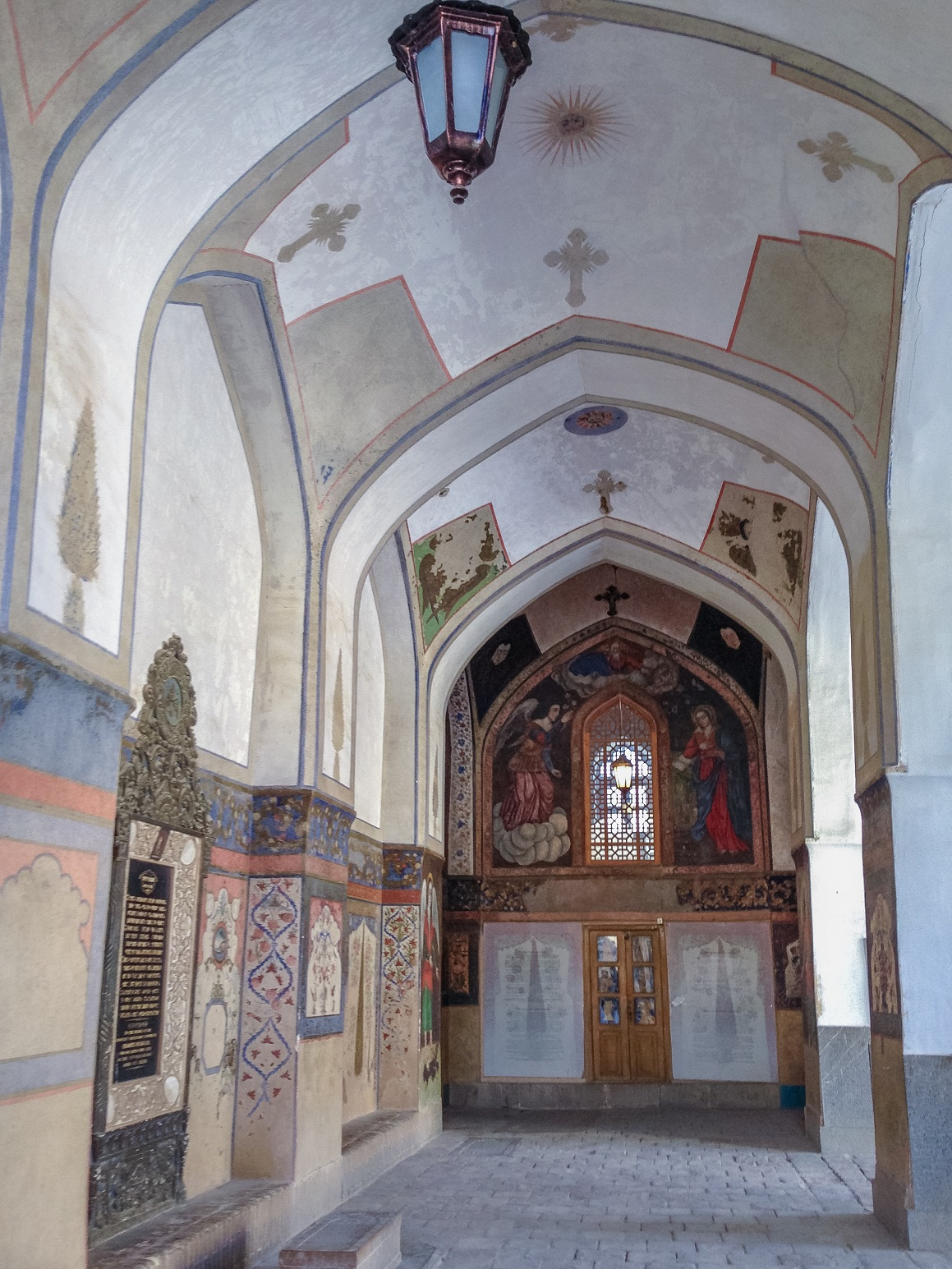
Wejście do katedry
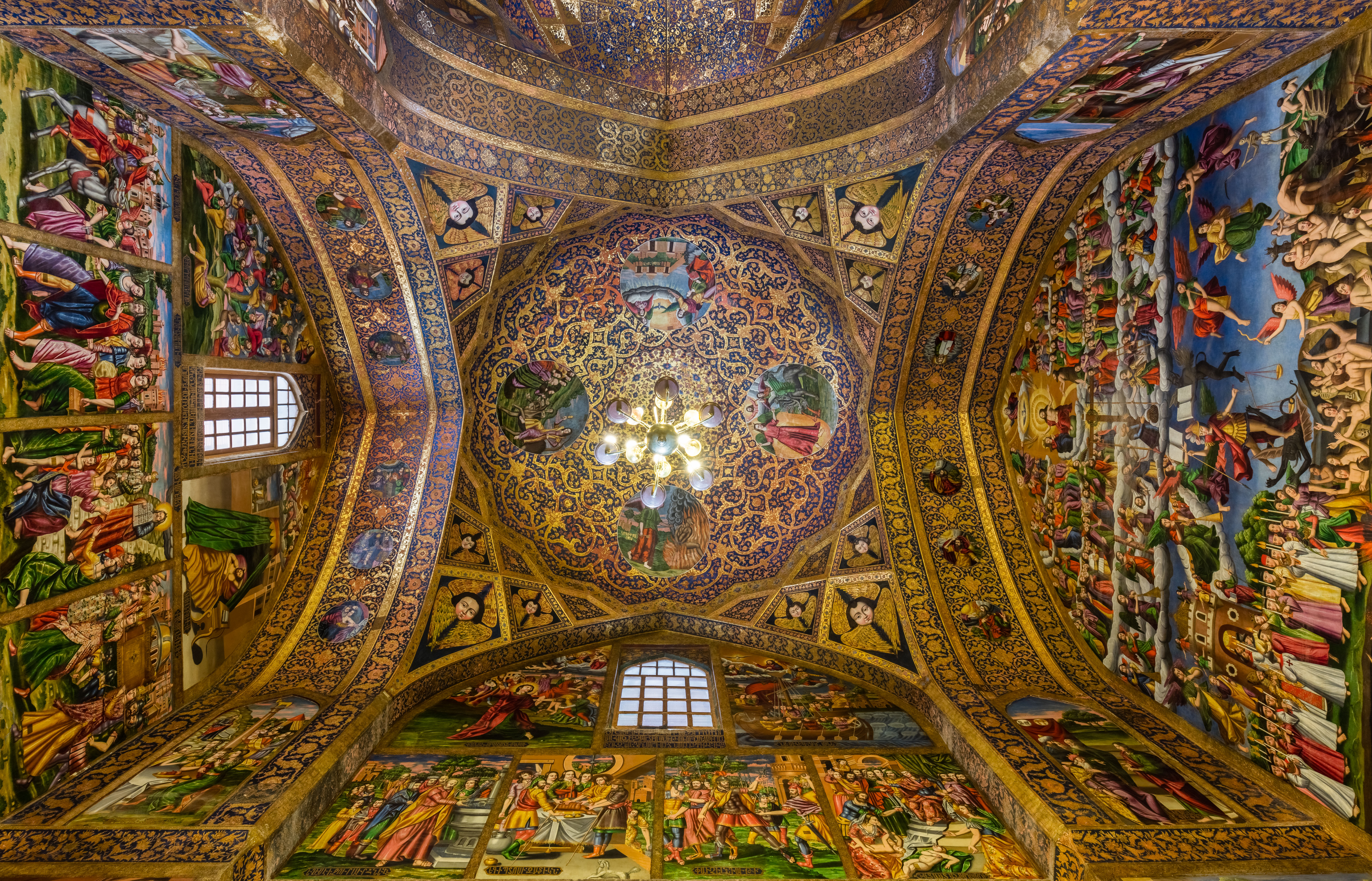
Sklepienie
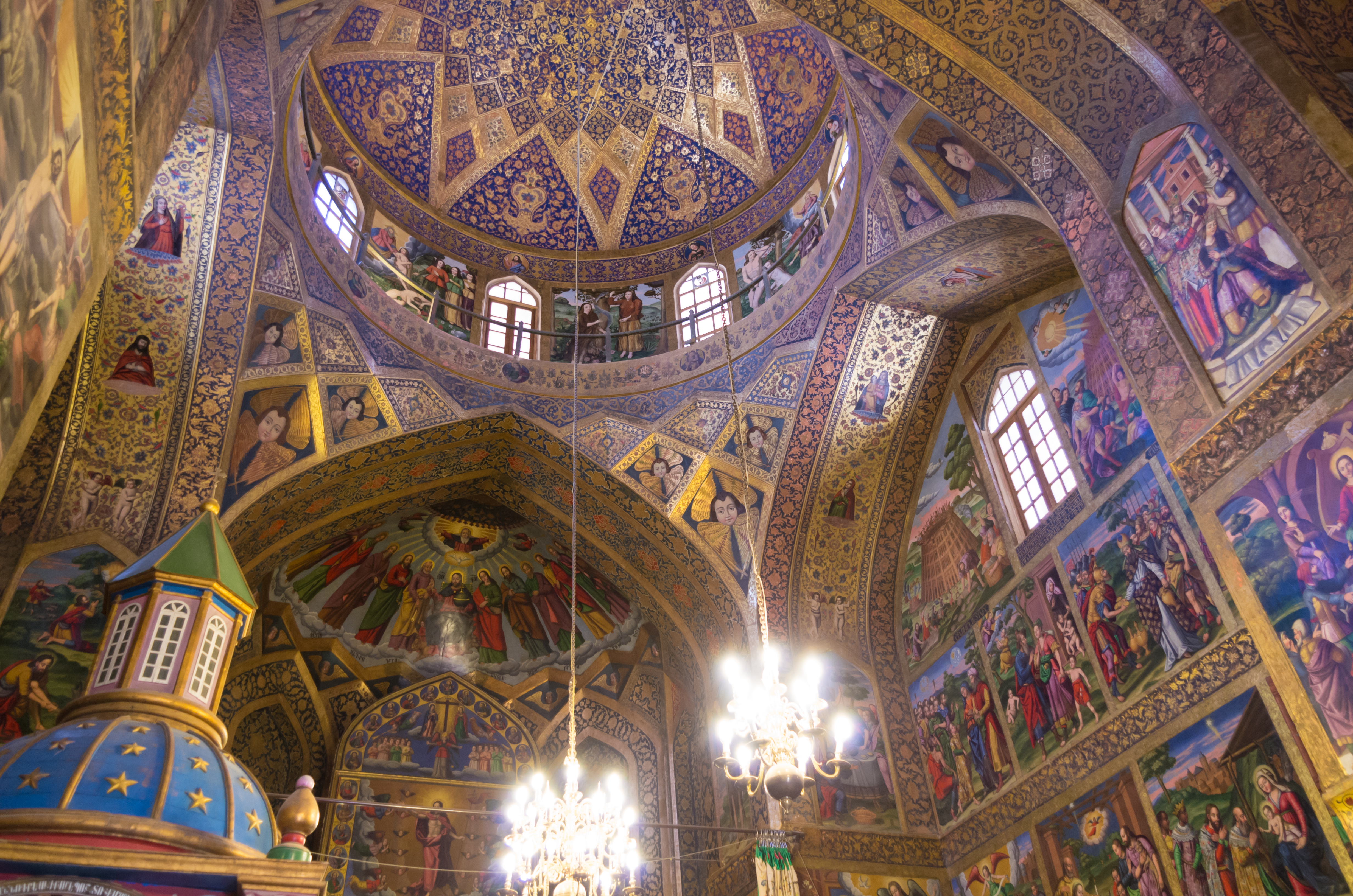
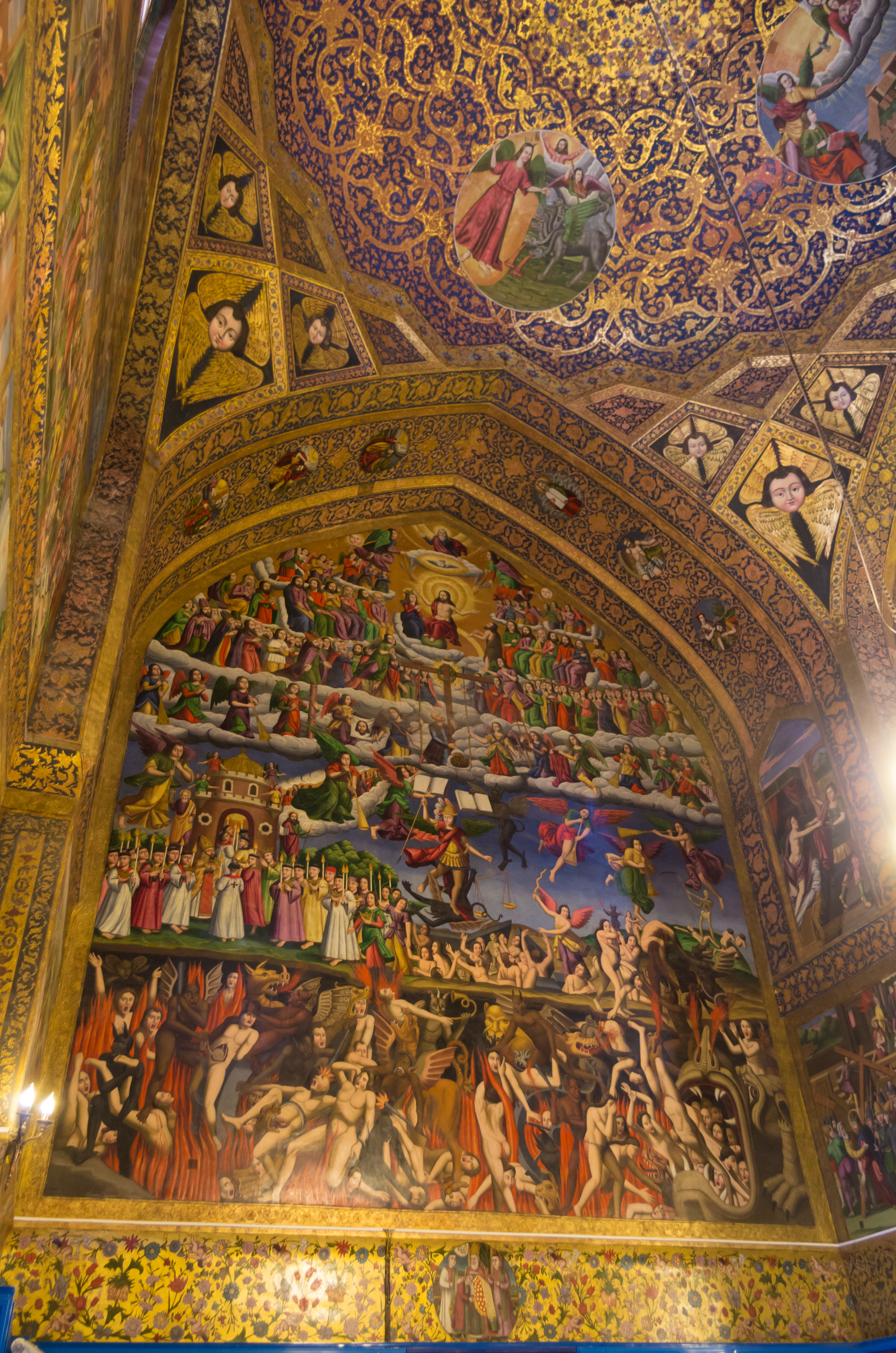
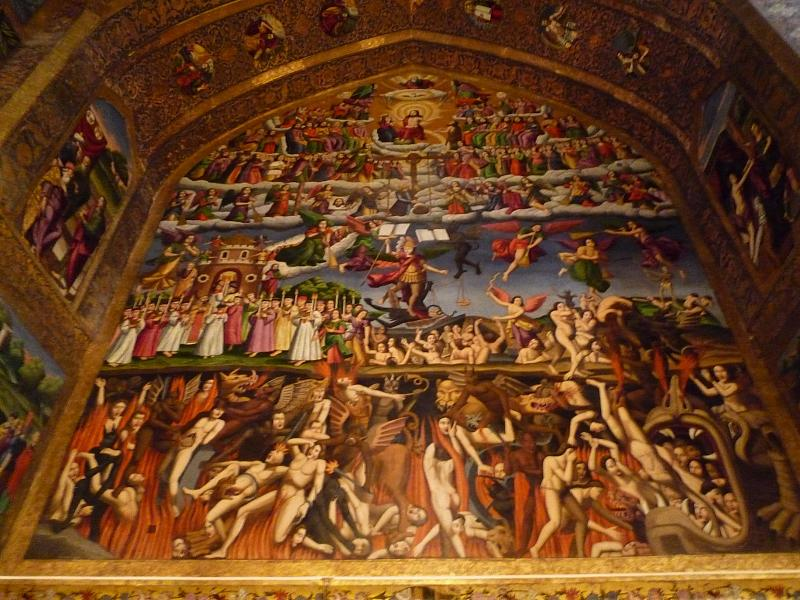
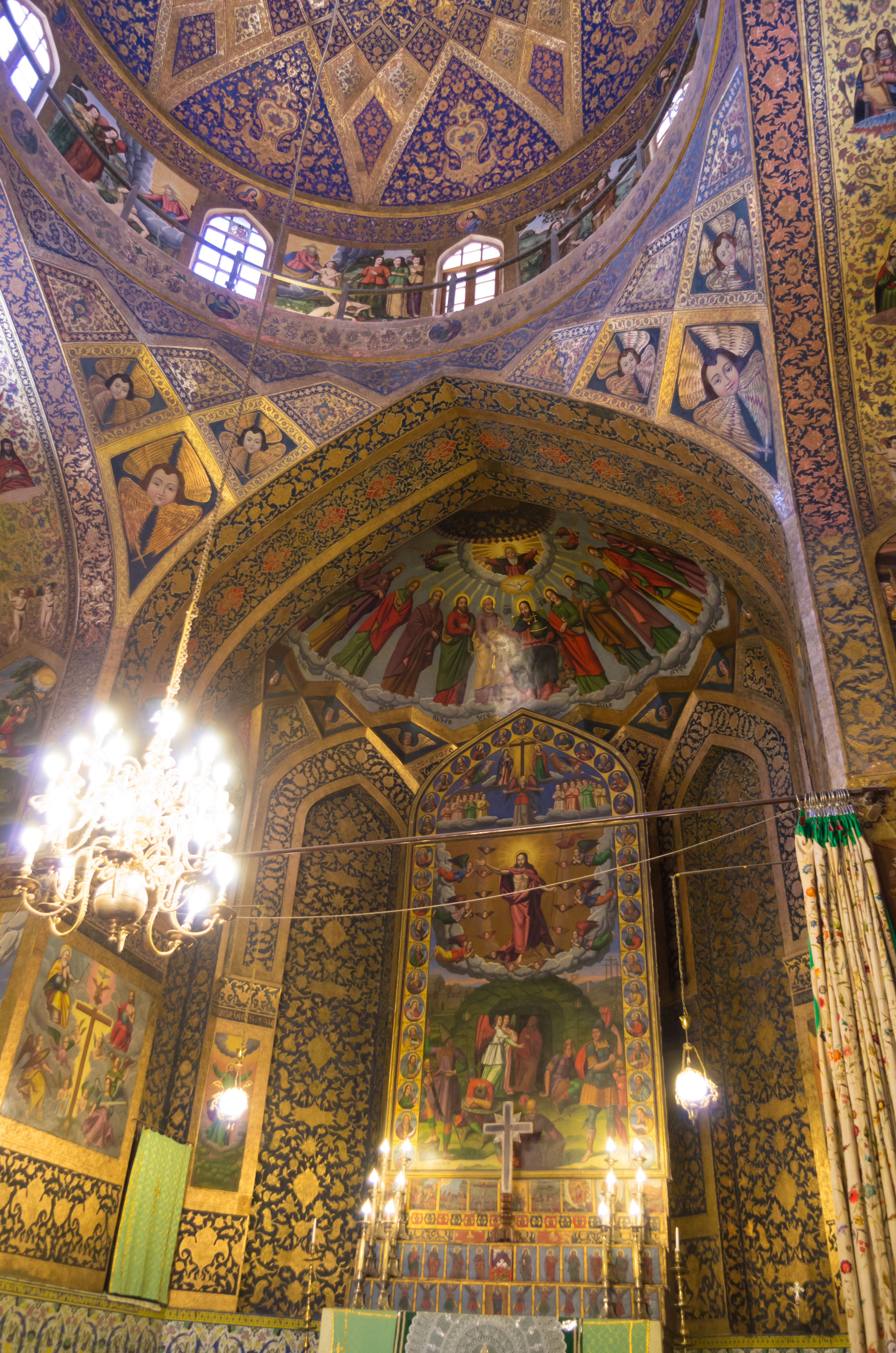
Fragment ołtarza
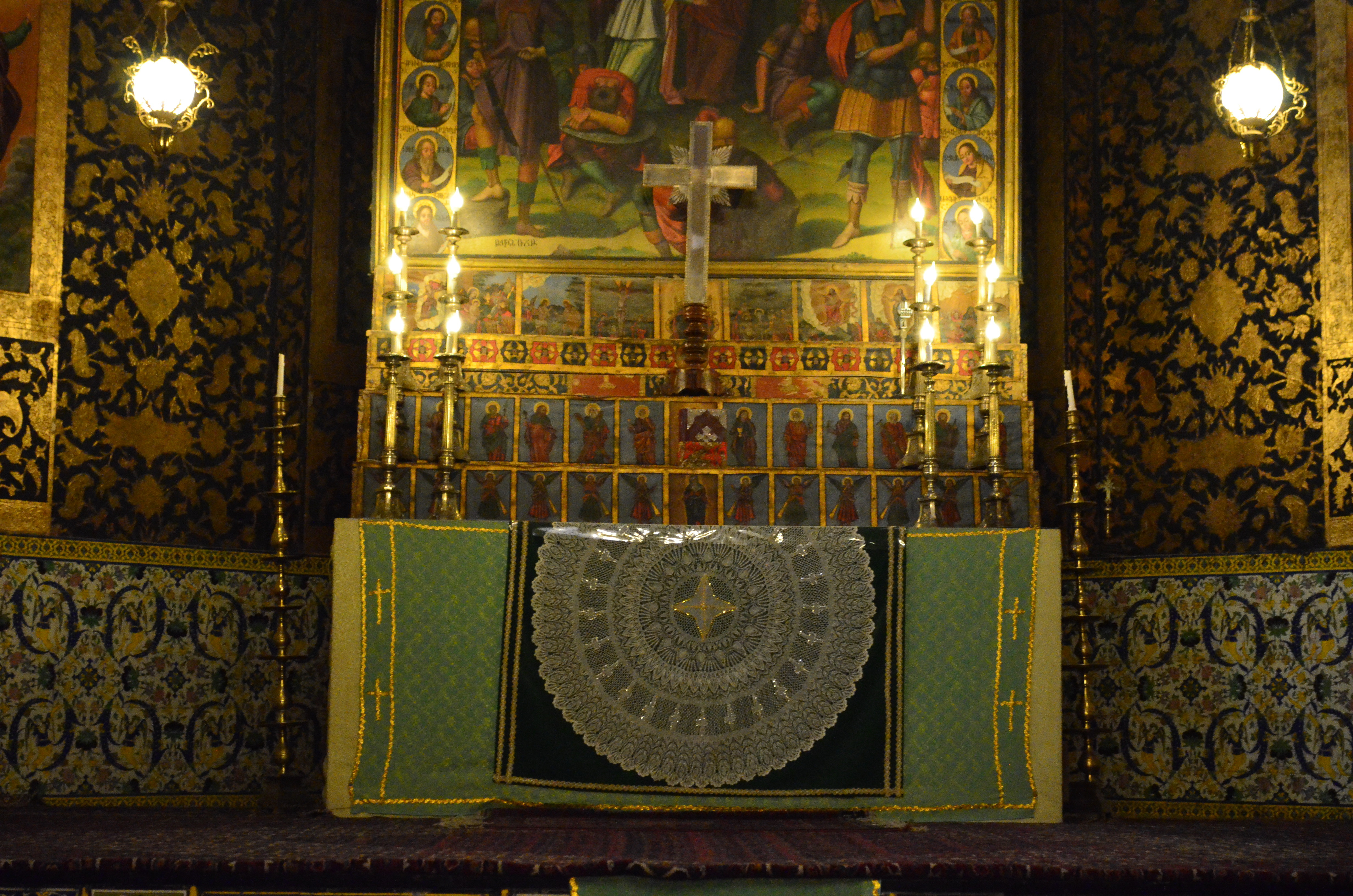
Ołtarz